# Kveldssanger
Kveldssanger är det andra fullängds studioalbumet av det norska black metal-bandet Ulver. Albumet utgavs 1996 av skivbolaget Head Not Found.

## Låtförteckning
1. "Østenfor Sol og vestenfor Maane" – 3:26
2. "Ord" – 0:17
3. "Høyfjeldsbilde" (instrumental) – 2:15
4. "Nattleite" (instrumental) – 2:12
5. "Kveldssang" (instrumental) – 1:32
6. "Naturmystikk" (instrumental) – 2:56
7. "A capella (Sielens Sang)" (instrumental) – 1:26
8. "Hiertets Vee" (instrumental) – 3:55
9. "Kledt i Nattens Farger" – 2:51
10. "Halling" (instrumental) – 2:08
11. "Utreise" – 2:57
12. "Søfn-ør paa Alfers Lund" (instrumental) – 2:38
13. "Ulvsblakk" – 6:56

- Text och musik: Garm / Haavard

## Medverkande
Musiker (Ulver-medlemmar)
- Garm (Kristoffer Rygg) – sång
- Haavard (Håvard Jørgensen) – akustisk gitarr
- AiwarikiaR (Erik Olivier Lancelot) – trummor

Bidragande musiker
- Alf Gaaskjønli – cello

Produktion
- Garm – producent
- Haavard – producent
- Kristian Romsøe – producent, ljudtekniker, ljudmix
- Craig Morris – mastering
- Frk. Maria Jaquete – omslagsdesign, omslagskonst
- Torgrim Novreit – foto